# Лудовика Кристина фон Золмс-Браунфелс
Лудовика/Луиза Кристина фон Золмс-Браунфелс (на немски: Ludowika Christina von Solms-Braunfels; * 17 октомври 1606 в Браунфелс; † 24 март 1669 във Вианен в провинция Утрехт, Нидерландия) от Дом Золмс е графиня на Золмс-Браунфелс в Браунфелс и чрез женитба господарка на Бредероде.
Тя е най-малката дъщеря, дванадесетото дете, на граф Йохан Албрехт I фон Золмс-Браунфелс (1563 – 1623) и първата му съпруга графиня Агнес фон Сайн-Витгенщайн (1569 – 1617), дъщеря на граф Лудвиг I фон Сайн-Витгенщайн (1532 – 1605) и втората му съпруга Елизабет фон Золмс-Лаубах (1549 – 1599). Баща ѝ Йохан Албрехт I се жени втори път на 8 февруари 1619 г. в Зимерн за графиня Юлиана фон Насау-Диленбург (1565 – 1630).
Тя умира на 24 март 1669 г. на 62 години във Вианен, Утрехт, Нидерландия.

## Фамилия
Лудовика Кристина фон Золмс-Браунфелс се омъжва на 11 февруари 1638 г. в Хага за Йохан Волфарт ван Бредероде (* 12 юни 1599; † 3 септември 1655 в Петершем), досподар на Бредероде, Клоетинге, Вианен, Амайде, Ноорделоос, вдовец на Анна фон Насау-Зиген (* 2 март 1594; † 7 декември 1636), син на Флоренс ван Бредероде (1549 – 1599) и Теодора ван Хафтен († 1630). Тя е втората му съпруга. Те имат седем деца:

- Хендрик III ван Бредероде (28 ноември 1638 – 1 юли 1657)
- Луиза Кристина (21 декември 1639 – май 1660), омъжена на 15 септември 1658 г. за граф и бургграф Фабиан фон Дона-Рейхертсвалде (10 август 1617 – 22 ноември 1668)
- Валравина (1642 – 1660)
- Хедвиг Агнес (10/18 август 1643 – 27 ноември 1684)
- Амалия Вилхелмина (1643 – ?), омъжена на 10 април 1664 г. за Арманд Номпа де Комонт ла Форса, маркиз де Монпуян (1615 – 16 май 1701 в Хага)
- Шарлота Мария (пр. 7 април 1648 – 22 октомври 1649)
- Волферт ван Бредероде (18 ноември 1649 – 15 юни 1679), последен мъжки наследник на семейството Бредероде
- Флорис Алберт Белгикус (пр. 1 ноември 1652 – 25 август 1655)